# Карола Шоутен
Корнелія Йоганна «Карола» Шоутен (народилася 6 жовтня 1977) — нідерландський політик, третій заступник прем'єр-міністра Нідерландів і міністр з питань бідності, участі та пенсій у четвертому кабінеті Рютте з 10 січня 2022 року. У 2017-2022 роках вона була міністром сільського господарства, природи та якості продуктів харчування в третьому кабінеті Рютте. Вона є членом Християнського союзу (ХС).

## Молодість і освіта
Уродженка Гертогенбосу, Схоутен виросла у Ваардхойзені, керуючи молочною фермою свого померлого батька разом зі своєю матір’ю та двома сестрами протягом чотирьох років, після чого сім’я припинила фермерську діяльність і переїхала до сусіднього села Гіссен (Ваардхойзен і Гіссен нині розташовані в новому муніципалітеті Альтена).

## Політична кар'єра
Схоутен став членом Палати представників у 2011 році після відставки колишнього віце-прем'єр-міністра Андре Рувуе. У парламенті вона була речником своєї групи з питань фінансової політики.
Схоутен і лідер партії Герт-Ян Сегерс брали участь у переговорах щодо формування третього уряду на чолі з прем'єр-міністром Марком Рютте, до якого вона увійшла як віце-прем'єр-міністр. З осені 2019 року вона зіткнулася з протестами фермерів через заходи уряду щодо скорочення поголів'я худоби . У 2020 році Шоутен запропонував ЄС почати коригувати правила утримання тварин і обмежити експорт живих тварин. З 2021 року вона очолювала роботу над законодавством щодо зменшення шкідливого забруднення аміаком.

## Особисте життя
Схоутен неодружений, має дитину, і є членом Реформованих церков у Нідерландах (звільнених). Вона живе в Роттердамі. Її молодша сестра Мар'ян ван дер Мей-Шоутен є членом муніципальної ради Альтени, як і її старша сестра від імені Християнського союзу.